# 李尚隐
李尚隐（666年—740年），唐朝官员，出自赵郡李氏，世居潞州铜鞮县，后来定居京兆万年县（今陕西省西安市）。
李尚隐弱冠之年举明经，补任下邽县主簿。姚珽为同州刺史，礼重李尚隐。景龙年间，他担任左台监察御史。当时中书侍郎、知吏部选事崔湜、吏部侍郎郑愔主管选官，李尚隐、御史李怀让在殿廷弹劾他们，崔湜等人于是下狱贬黜。睦州刺史冯昭泰诬告桐庐县令李师旦等二百余家为妖逆，唐中宗让御史调查。诸御史害怕冯昭泰刚愎，称病不敢往。李尚隐请行，昭雪李师旦等人。崔湜、郑愔等重新被起用，李尚隐由殿中侍御史贬为伊阙县令，李怀让贬为魏县令。崔湜死后，李尚隐又从定州司马擢升为吏部员外郎，李怀让从河阳令擢升为兵部员外郎。李尚隐官至御史中丞。御史王旭骄横，李尚隐调查出他贪赃钜万，王旭获罪。李尚隐升为兵部侍郎，转任河南尹。李尚隐性情刚直，说话没有顾忌，处事明断，被称为良吏。
开元十三年（725年）夏，刘定高夜间扰乱犯通洛门，李尚隐因为没有觉察，贬为桂州都督。临行，唐玄宗说：“知卿公忠，但是由于国法，不得不如此。”于是赐杂彩百匹以安慰。转任广州都督，充五府经略使。去任时，有人赠给他金子，他没有接受。历任京兆尹、蒲州刺史、华州刺史，加银青光禄大夫，赐爵高邑伯，入朝为大理卿，取代王鉷为御史大夫。司农卿陈思问多任用小人为属吏，贪污钱谷积万。李尚隐揭发出来，陈思问流放到岭南死去。开元二十四年（736年），担任户部尚书、东都留守。开元二十八年（740年），转任太子宾客。不久去世，年七十五岁，谥号贞。